# Balacra guillemei
Balacra guillemei är en fjärilsart som beskrevs av Charles Oberthür 1911. Balacra guillemei ingår i släktet Balacra och familjen björnspinnare. Inga underarter finns listade i Catalogue of Life.